# Торремоча-дель-Кампо
Торремоча-дель-Кампо (ісп. Torremocha del Campo) — муніципалітет в Іспанії, у складі автономної спільноти Кастилія-Ла-Манча, у провінції Гвадалахара. Населення — 257 осіб (2010).
Муніципалітет розташований на відстані близько 110 км на північний схід від Мадрида, 60 км на північний схід від Гвадалахари.
На території муніципалітету розташовані такі населені пункти: (дані про населення за 2010 рік)
- Ла-Фуенсавіньян: 11 осіб
- Ларануева: 37 осіб
- Навальпотро: 22 особи
- Реналес: 26 осіб
- Торрекуадрада-де-лос-Вальєс: 46 осіб
- Торремоча-дель-Кампо: 101 особа
- Ла-Торресавіньян: 14 осіб

## Демографія
Динаміка населення (INE ):

## Галерея зображень

Розташування муніципалітету у провінції Гвадалахара